# Vyzas FC
El Vyzas FC es un equipo de fútbol de Grecia que juega en la Gamma Ethniki, la tercera liga de fútbol más importante del país.

## Historia
Fue fundado en el año 1928 en la ciudad de Megara por un grupo de estudiantes, los cuales nobraron al club en honor al antiguo héroe de Megara Bysas.
En la década de los años 1960s estuvieron en la Beta Ethniki por 7 temporadas, y posteriormente lograron ascender a la Superliga de Grecia, en la cual han estado en 4 temporadas.

## Palmarés
- Campeonato Regional de Megara: 5

1958, 1959, 1960, 1961, 1962
- Copa Regional de Megara: 2

1958, 1959